# Gaudre d'Entreconque
Pour les articles homonymes, voir Gaudre.
Le gaudre d'Entrecoque, est une rivière française, affluent du Gaudre de la Foux à rive gauche, qui coule dans le département des Bouches-du-Rhône et la région Provence-Alpes-Côte d'Azur.

## Géographie

### Cours
Le cours de cette rivière est localisé entièrement dans le département des Bouches-du-Rhône. 

### Affluents
Le gaudre d'Entrecoque n’a aucun affluent référencé par le SANDRE.

## Départements et communes traversées
Cette rivière traverse uniquement les Bouches-du-Rhône, dans la commune de Les Baux-de-Provence.